# 奥尔登博斯特尔
奥尔登博斯特尔是德国石勒苏益格－荷尔斯泰因州的一个市镇。总面积4.24平方公里，总人口116人，其中男性60人，女性56人（2011年12月31日），人口密度27人/平方公里。